# Спалагадам

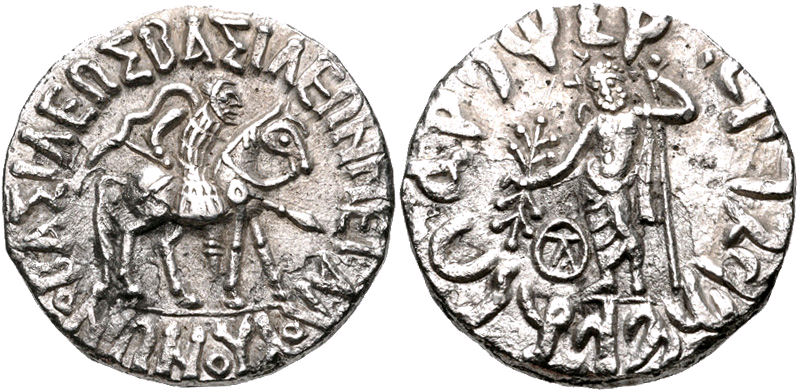
Серебряная тетрадрахма с изображениями Вонона и Спалагадама

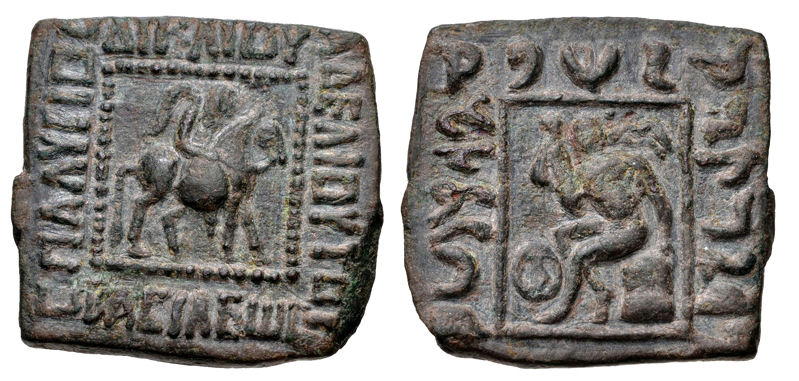
Монета с изображениями Спалириса и Спалагадама

Спалагадам — индо-скифский правитель в Арахосии в I веке до н. э.

## Биография
Имя Спалагадама, сына Спалахора, начертанное на кхароштхи, размещено на реверсивной стороне монет, на аверсе которых указаны на греческом языке имена индо-скифских царей Вонона и сменившего его Спалириса. При этом не обнаружены монеты, где имя Спалагадама было бы указано первым, из чего обычно делается вывод, что он не правил самостоятельно. Однако Р. Фрай отметил необходимость дальнейшего изучения имеющегося нумизматического материала.
Н. Дибвойз отмечал, что после того как Азилис был вынужден отказаться от Арахосии, она перешла в подчинение дяди Спалагадама Вонона. Непосредственное же управление этими землями осуществлял Спалагадам вместе со своим отцом Спалахором. После смерти Вонона правителем Арахосии стал двоюродный брат Спалагадама Азес II — сын Спалириса. По версии У. Тарна, Спалагадам был свергнут и убит в результате нападения индо-греческого царя Гермея.